# Уфимський науково-дослідницький інститут очних хвороб
Уфимський НДІ очних хвороб (повне найменування - ДБУ «Уфимський науково-дослідний інститут очних хвороб Академії наук Республіки Башкортостан»)  — провідна науково-дослідна установа республіки, що займається розробкою власних хірургічних технологій і методів лікування, вдосконаленням та впровадженням кращих світових технологій в області офтальмохірургії в практичну охорону здоров'я.

## Історія
Прабатьком інституту стала Уфимська очна лікарня, організована Уфимським відділенням Піклування Імператриці Марії Федорівни про сліпих в 1900-х рр. До моменту відкриття лікарня мала 4 ліжка. Лікарня надавала допомогу безкоштовно, за ліки хворим пропонували вносити посильні пожертви в кружки, виставлені в приміщенні лікарні. Лікарня розташовувалася по вулиці Уфимська (нині вулиця Чернишевського), будинок 91. До 1925 року кількість ліжок зросла до 100. У цей рік інститут переїхав в нині займане приміщення по вулиці Пушкіна, 90. 
22 червня 1926 року на засіданні Колегії Наркомату охорони Башкирської АРСР затверджувався виробничий план на 1926/27 рік. Окремим пунктом в даному засіданні стало включення до Постанови пункту про відкриття трахоматозного інституту в місті Уфа. Архівні документи повідомляють, що «на підставі розпорядження Ради Міністрів УРСР від 15.11.1926 р Уфимська очна лікарня була реорганізована в Башкирський науково-дослідний трахоматозний інститут». 
Першим науковим керівником і організатором інституту став провідний вчений-офтальмолог, професор 1-го Московського медичного інституту Віктор Петрович Одінцов - уродженець м. Уфа, який став керівником очної клініки 1-го Московського медичного інституту аж до 1938 року. Велика заслуга в організації інституту  належить Наркомові охорони здоров'я Башкирської АРСР Куватов Гумер Галімович, зусиллями якого інститут був оснащений офтальмологічним обладнанням і медичним інструментарієм, закупленим у Німеччині. 
У 1985 році були введені в експлуатацію нові корпуси УНДІ ГБ в уфимському мікрорайоні «Зелений гай» з консультативно-поліклінічним відділенням на 50 тисяч відвідувань на рік і стаціонаром на 180 ліжок . 
Велика роль в залученні талановитих дослідників і створенню працездатного колективу інституту належить керівникам, які очолювали інститут в різний час: 

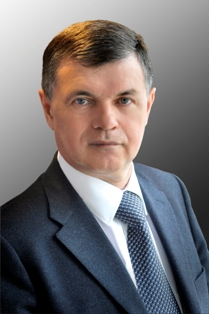
Мухаррам Мухтарамович Бікбов.

1926-1933 рр. - Одинцов Віктор Петрович, перший директор і науковий керівник, ведучий учений офтальмолог, професор.
1934-1944 рр. - Спаський Володимир Йосипович, доктор медичних наук, професор.
1945-1954 рр. - Кудояров Габдулла Хабіровіч, Заслужений діяч науки РРФСР і БАССР, Заслужений лікар РРФСР і БАССР, доктор медичних наук, професор.
1955-1958 рр. - Танатарова Магріфа Саліховна, лікар вищої категорії.
1959-1965 рр. - Халітова Саїда Хайрулловна, кандидат медичних наук.
1965-1980 рр. - Кальметьева Масгуда Арслановна, Заслужений лікар РРФСР, кандидат медичних наук.
1980-2005 рр. - Азнабаев Марат Талгатович, Заслужений діяч науки РФ і РБ, Заслужений лікар РФ і РБ, академік АН РБ, доктор медичних наук, професор.
з 2006 року - Бікбов Мухаррам Мухтарамовіч, Заслужений лікар РБ, доктор медичних наук, професор

## Сучасність
Сучасний етап роботи інституту характеризується розвитком інноваційних технологій і комерціалізацією інтелектуальної власності чених. 
Результати наукових досліджень співробітників інституту з різних проблем офтальмології за останні 5 років відображені в 800 публікаціях, в т.ч. 8 монографіях, 86 робіт в центральній і 45 - в зарубіжній пресі. Наукові розробки захищені 70 патентами РФ на нові технології, багато з яких впроваджені в офтальмологічних клініках республіки і ряду регіонів Росії. Інститут є одним з центрів по підготовці наукових і практичних кадрів для офтальмологічної служби Росії та для СНД, а також ряду зарубіжних країн, що розвиваються. У структурі інституту функціонують науково-дослідний і науково-виробничий відділи. 
Науково-виробничий відділ включає лабораторії з виготовлення виробів медичного призначення та інтраокулярних і контактних лінз, відділення міжнародних зв'язків і маркетингу. 
З 2007 р інститут планує і виконує інноваційні проекти, розробляючи апарати, лікарські засоби, технології хірургії захворювань очей. Організовано інфраструктурне середовище для ефективної реалізації інноваційних проектів, яке розраховане на довгострокову перспективу.   
У підборі кадрів  допомогу надає навчально-освітній відділення . Уфимський НДІ очних хвороб є головним офтальмологічним центром регіону. Співробітники інституту надають консультативну допомогу не тільки жителям Республіки Башкортостан, а й Російської Федерації - щорічно понад 76 тис. осіб, у т.ч. 16 тис. Дітей. Тільки за останні 5 років було проконсультовано понад 450 тис. пацієнтів, більше ніж в 3 рази збільшилася кількість проведених в рік операцій (в 2011 р проведено понад 28 тисяч операцій, в т.ч. близько 2 тис. - дітям), а по таким соціально значущим захворюванням як катаракта - в 11 разів, захворювання сітківки - в 6 разів. Відкрито відділення стаціонар-замінних технологій. 
Фундаментальні дослідження і впровадження сучасних хірургічних технологій, інтенсифікація праці дозволили при незмінному числі фахівців збільшити кількість операцій, число яких за 2006-2011 рр. перевищило 135 тис. 

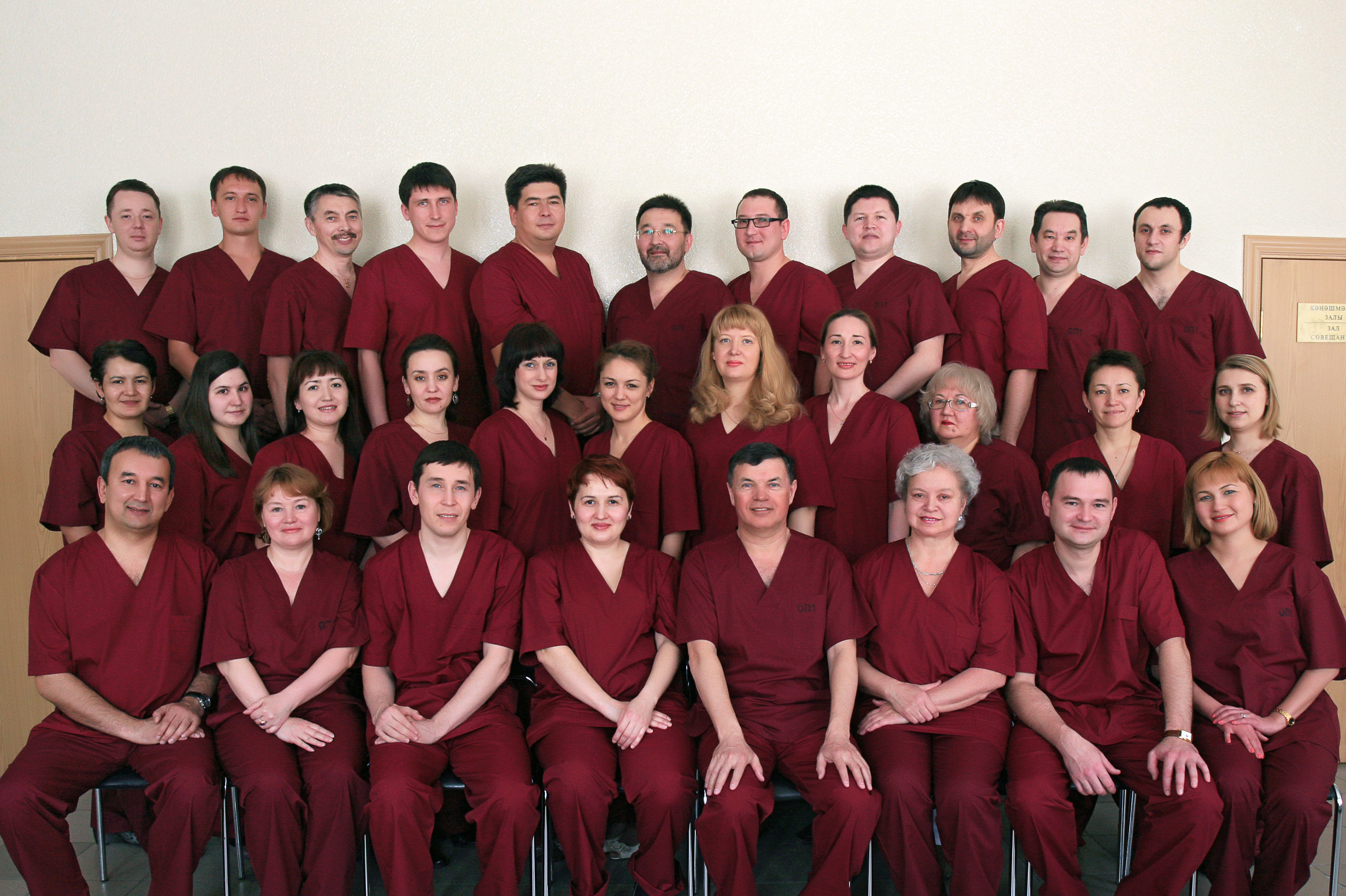
Колектив інституту

## Структура інституту
У структурі інституту функціонують науково-дослідний і науково-виробничий відділи. У складі науково-дослідного відділу 4 наукових відділення: 
1. хірургії рогівки і кришталика;
2. відновної хірургії очей у дітей;
3. вітреоретинальної і лазерної хірургії;
4. інфекційних захворювань очей.

Науково-виробничий відділ включає лабораторії з виготовлення виробів медичного призначення та інтраокулярних і контактних лінз, відділення міжнародних зв'язків і маркетингу. Основні напрямки роботи: 
- патогенез, принципи лікування дегенеративних і запальних захворювань рогівки;
- патогенез, діагностика вродженої патології очей у дітей;
- патогенетичні механізми, лікування витреоретинальной проліферації при діабетичної ретинопатії і вікової макулярної дегенерації;
- патогенез, діагностика, профілактика та сучасні методи лікування запальних захворювань очей;
- кераторефракціонние і ендоокулярние методи корекції аметропій високого ступеня;
- розробка і виробництво виробів медичного призначення в рамках інноваційних проектів.

В даний час Уфимський НДІ очних хвороб у своєму розпорядженні  має потужну клінічну базу, оснащену сучасними операційними, прекрасним діагностичним обладнанням. У інституті наявні: 
- 5 відділень стаціонару на 290 ліжок (в т.ч. дитяче - на 50 ліжок),
- відділення стаціонар замінних технологій,
- доросле та дитяче консультативно-поліклінічні відділення,
- міжобласний лазерний центр,
- відділення анестезіології та реанімації,
- функціональної діагностики,
- приймальне відділення з забезпеченням цілодобової невідкладної травматологічної допомоги.

## Наукові розробки
Головними напрямками науково-дослідної діяльності є: рефракційна і реконструктивно-відновна хірургія, хірургія глаукоми, вітреоретинальна, лазерна хірургія, лікування запальних захворювань очей. 
Винаходи вчених інституту в області офтальмохірургії дали в сукупності досконалу, закінчену технологію по лікуванню і реабілітації пацієнтів з дегенеративними захворюваннями рогівки. Залежно від стадії захворювання проводиться  кросслінкінг рогівки за допомогою УФО-опромінення з рибофлавіном, імплантація інтрастромальний рогівкових сегментів і кілець. 
Розроблена в інституті технологія епікератопластіки при кератоконусі, за версією авторитетного журналу «Ophthalmology times», в 2007 р увійшла в десятку   значущих досягнень світової офтальмології. Створена унікальна технологія з виготовлення донорського рогівкового матеріалу для виконання автоматизованої ендотеліальної кератопластики дає можливість отримати високі функціональні результати при лікуванні хворих з бульозної кератопатію. 
Вперше в країні доведена ефективність мікрохірургічного втручання при вроджених катарактах у дітей з перших днів життя і можливість застосування м'яких контактних лінз на 6–7-й день після операції. 
Отримано 75 авторських свідоцтв і патентів РФ. 